# ملعب نوروز
ملعب نوروز هو ملعب كرة قدم يقع في مدينة السليمانية شمال العراق ويتسع لـ 14,500 متفرج. افتتح الملعب في يوم 26 تشرين الأول 2024 ولعبت أول مباراة عليه بين نادي نوروز ونادي النجف في دوري نجوم العراق في نفس اليوم.